# Aiguille du Dru
Aiguille du Dru (také Drus, Dru nebo francouzsky Les Drus) je hora vysoká 3754 m n. m. nacházející se v Montblanském masivu v jihovýchodní části Francie u města Chamonix.

## Vrcholy
Nejvyšší vrchol hory je:
- Grande Aiguille du Dru (nebo Grand Dru) 3754 m

Dalším, mírně nižším podvrcholem je:
- Petite Aiguille du Dru (nebo Petit Dru) 3733 m.

Vrcholy se nacházejí na západním hřebenu Aiguille Verte (4122 m). Severní strana Petit Dru je považována za jednu ze šesti největších severních stěn Alp. V roce 2005 došlo na Petit Dru ke zřícení skalní masy, která zničila několik délek Bonattiho pilíře a jiných horolezeckých cest.

## Prvovýstup
Prvovýstupci na Grand Dru byli britští alpinisté Clinton Thomas Dent a James Walker Hartley s průvodci Alexanderem Burgenerem a Kasparem Maurerem, kteří 12. září 1878 vylezli jihovýchodní stranou.
Na Petit Dru poprvé vystoupili 29. srpna 1879 J. E. Charlet-Straton, P. Payot a F. Follignet jižní stranou přes jihozápadní hřeben. Sólový prvovýstup uskutečnil Walter Bonatti roku 1955.

### Externí odkazy

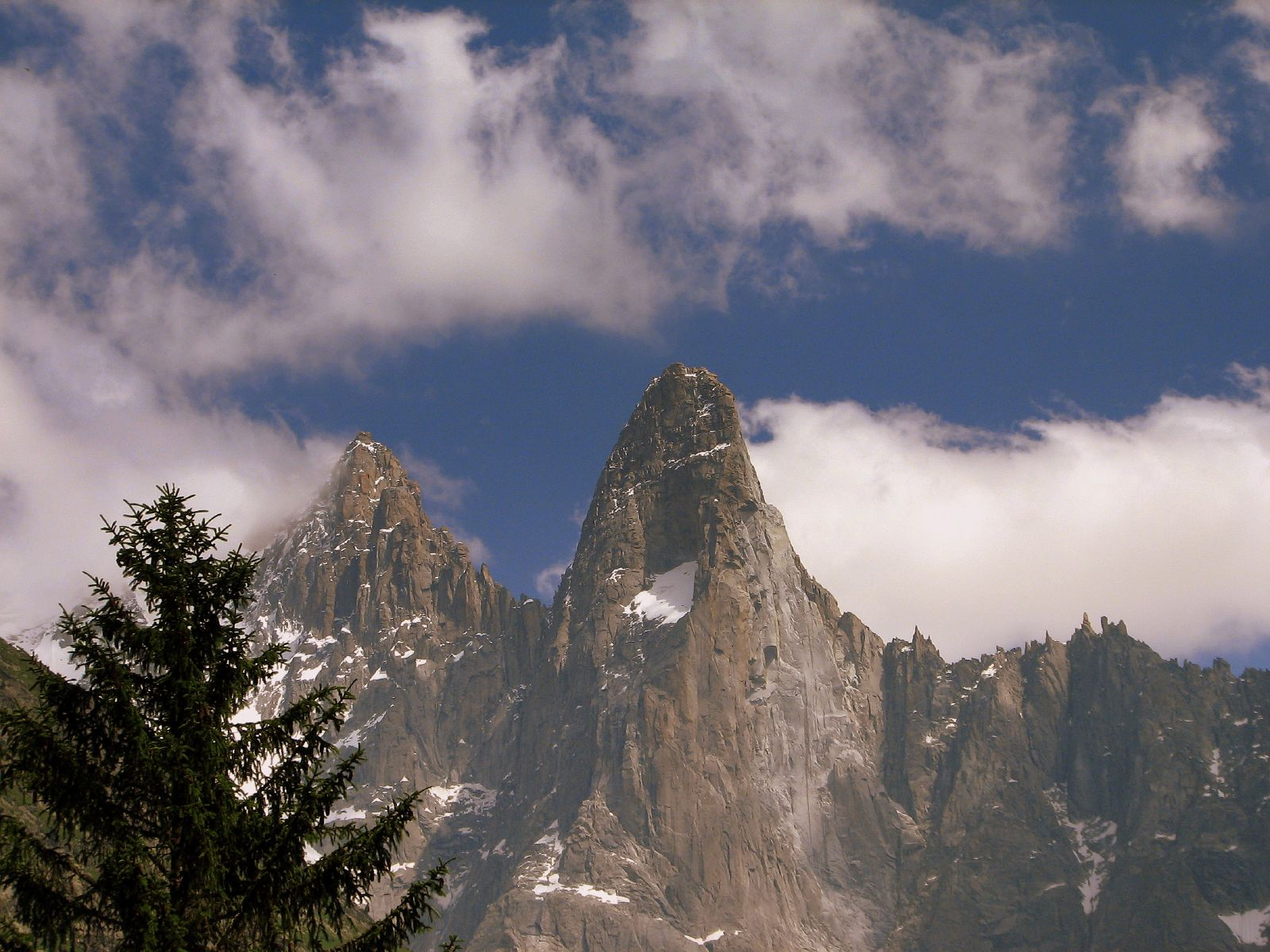
Severní stěna Petit Dru